# Janine Gaveau
Pour les articles homonymes, voir Gaveau.
Janine Gaveau, née le 20 janvier 1903 à Paris et morte le 18 mai 1950 à Neuilly-sur-Seine, est une championne de golf qui contribua à la professionnalisation de ce sport ainsi qu'à l'essor de la pratique féminine durant la période d'avant-guerre.  

## Biographie

### Carrière sportive
Adolescente, Janine Gaveau est un grand espoir du tennis français. Elle débute le golf en 1920 à l’age de 17 ans en prenant des cours avec Percy Boomer, un professionnel reconnu du club du Saint-Cloud. Elle s’inscrit à la Coupe Femina considérée comme le championnat de France.
Durant la période de 1923 à 1939, Janine Gaveau remporte toutes les épreuves féminines du calendrier fédéral. En 1931, elle gagne  les trois plus grandes épreuves françaises : l’International de France, le Championnat de France et la Coupe de France Femina. Pendant la remise des prix de l’International, Barbara Vagliano, finaliste mais également Capitaine de l’équipe de France rend hommage à son amie et coéquipière : « Janine Gaveau est une remarquable joueuse et championne de golf, au swing pur. »
Dans une interview dans le magazine Tennis & Golf en mars 1931, Janine Gaveau déplore que la pratique du golf français soit peu répandue et contribue à la première école de golf pour les jeunes au nom d’Association d’Encouragement au Golf (AEG). 
Le 23 octobre 1948, Janine Gaveau est grièvement blessée lors d'un grave accident de voiture en rentrant du golf de Morfontaine où s’était déroulée la Coupe Maneuvrier, en compagnie de l'ancien champion de France Philippe Boulart qui meurt sur le coup. Malgré plusieurs opérations, Janine Gaveau décède le 18 mai 1950 à Neuilly-sur-Seine.
En 1954, la Fédération Française de Golf décide de lui rendre hommage en associant son nom au prix appelé « Coupe Janine Gaveau ».

### Vie privée
Le 7 janvier 1925,  Janine Gaveau se marie avec Pierre Munier.

## Palmarès
- 1931 : International de France « Coupe Mrs Allen Stoneham »
- 1922 : Championnat de France « Coupe Femina »
- 1923, 1924 et 1931 : Championnat de France « Coupe Pierre Deschamps »
- 1923, 1927, 1928, 1931 et 1935 : Coupe de France « Trophée Pierre Lafitte »
- 1929 : Coupe Vilmorin
- 1934 et 1939 : Coupe Gaveau
- International de France Double Dames « Coupe St Germain » : 1931 associée à Barbara Vagliano/1937 associée à Aline Ginzburg–Strauss